# Sinan Hasani
Sinan Hasani, född den 22 maj 1922 i Vitia i nuvarande Kosovo i dåvarande Jugoslavien, död den 29 augusti 2010 i Belgrad i Serbien, var en kosovoalbansk politiker och författare.
Sinan Hasani var student vid en islamisk skola i Skopje. Vid andra världskrigets utbrott gick han med i den kommunistiska befrielsekampen. Han var en tid krigsfånge i Wien i Österrike. Efter krigets slut skolades han i statsvetenskap vid universitet i Belgrad. Som politiskt aktiv innehade han flera poster, såsom Jugoslaviens ambassadör i Köpenhamn i Danmark 1971-1974, det jugoslaviska parlamentets talesman 1974-1982 och huvudman i centralkommittén för Kosovos kommunistiska parti 1982-1983. Han var ledamot av presidiet i Socialistiska federativa republiken Jugoslavien från och med 1984 till 1989.
Sinan Hasanis författarskap omfattar bland annat prosa och journalistik.

## Fotnoter
1. ↑  Proleksis enciklopedija, Proleksis lexikon ämne: 25565.[källa från Wikidata]
2. ↑  Munzinger Personen, Munzinger person-ID: 00000017889, läst: 9 oktober 2017.[källa från Wikidata]
3. ↑  läs online, www.b92.net .[källa från Wikidata]
4. ↑  Library of Congress Authorities, USA:s kongressbibliotek, läst: 24 augusti 2019.[källa från Wikidata]